# Ла Асекија, Кебрада де лос Лора (Тамазула)
Ла Асекија, Кебрада де лос Лора (шп. La Acequia, Quebrada de los Lora) насеље је у Мексику у савезној држави Дуранго у општини Тамазула. Насеље се налази на надморској висини од 897 м.

## Становништво
Према подацима из 2010. године у насељу је живело 7 становника.

### Хронологија
| Година       | 2000         | 2005         | 2010 |
| ------------ | ------------ | ------------ | ---- |
| Становништво | 41 (22 / 19) | 30 (17 / 13) | 7    |

### Попис
| # | Индикатор                     | Вредност |
| - | ----------------------------- | -------- |
| 1 | Укупно домаћинстава           | 4        |
| 2 | Укупно насељених домаћинстава | 1        |
| 3 | Величина локације             | 1        |